# Tachtagol
Tachtagol (en russe : Таштагол) est une ville de l'oblast de Kemerovo, en Russie, et le siège administratif du raïon de Tachtagol. Sa population s'élevait à 23 091 habitants en 2013 et 21 980 habitants en 2021.

## Étymologie
Tachtagol signifie en turco-mongol « ravin de pierre », tach signifiant pierre et gol, ravin.

## Géographie
Tachtagol est située dans la Chorie montagneuse et elle est arrosée par la rivière Kondoma, à 309 km au sud de Kemerovo.

## Histoire
Tachtagol est d'abord une cité minière, fondée en 1939. Elle a le statut de ville depuis 1963. Le siège du parc national de la Chorie se trouve à Tachtagol.

## Galerie

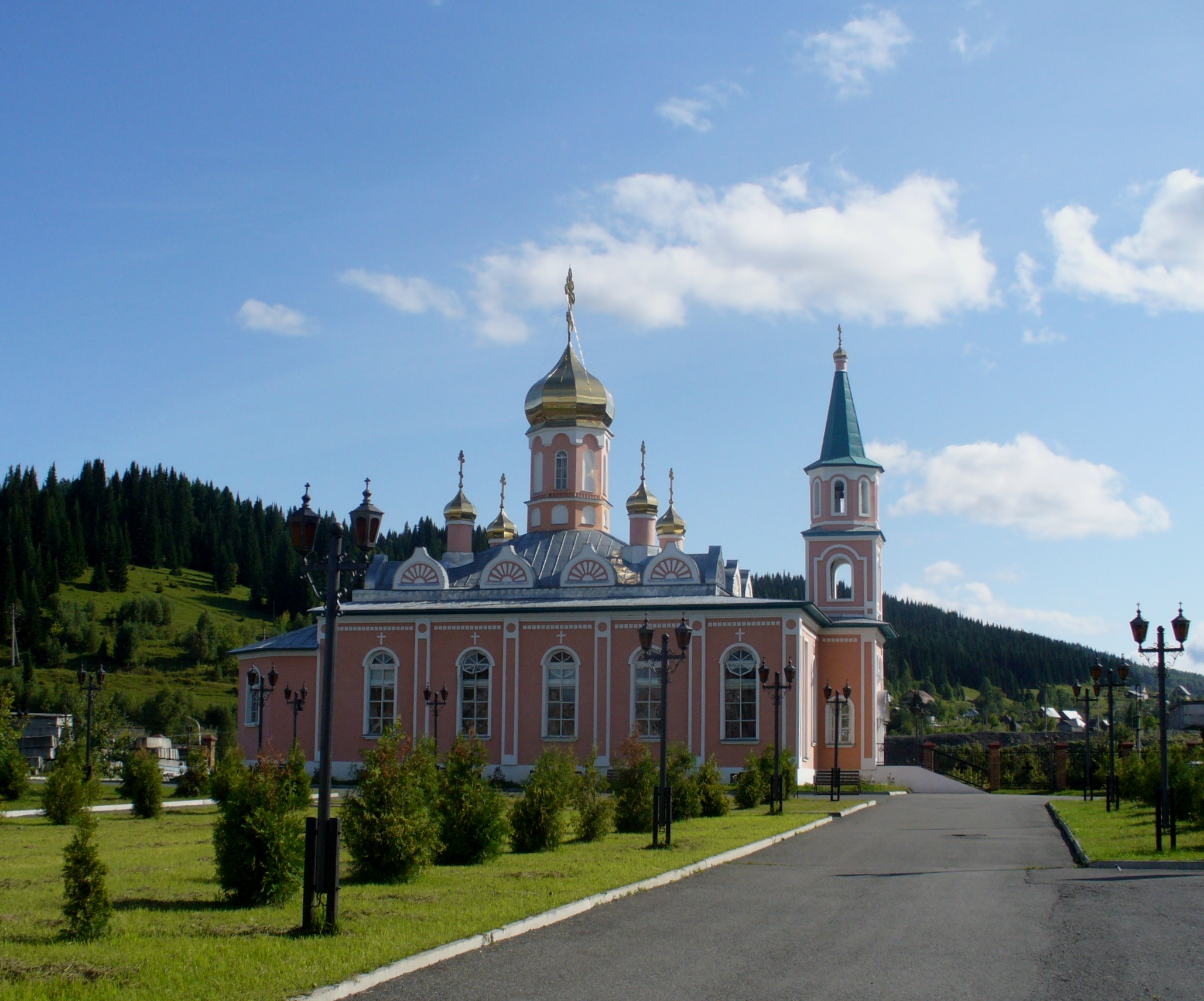
Église Saint-Georges de Tachtagol
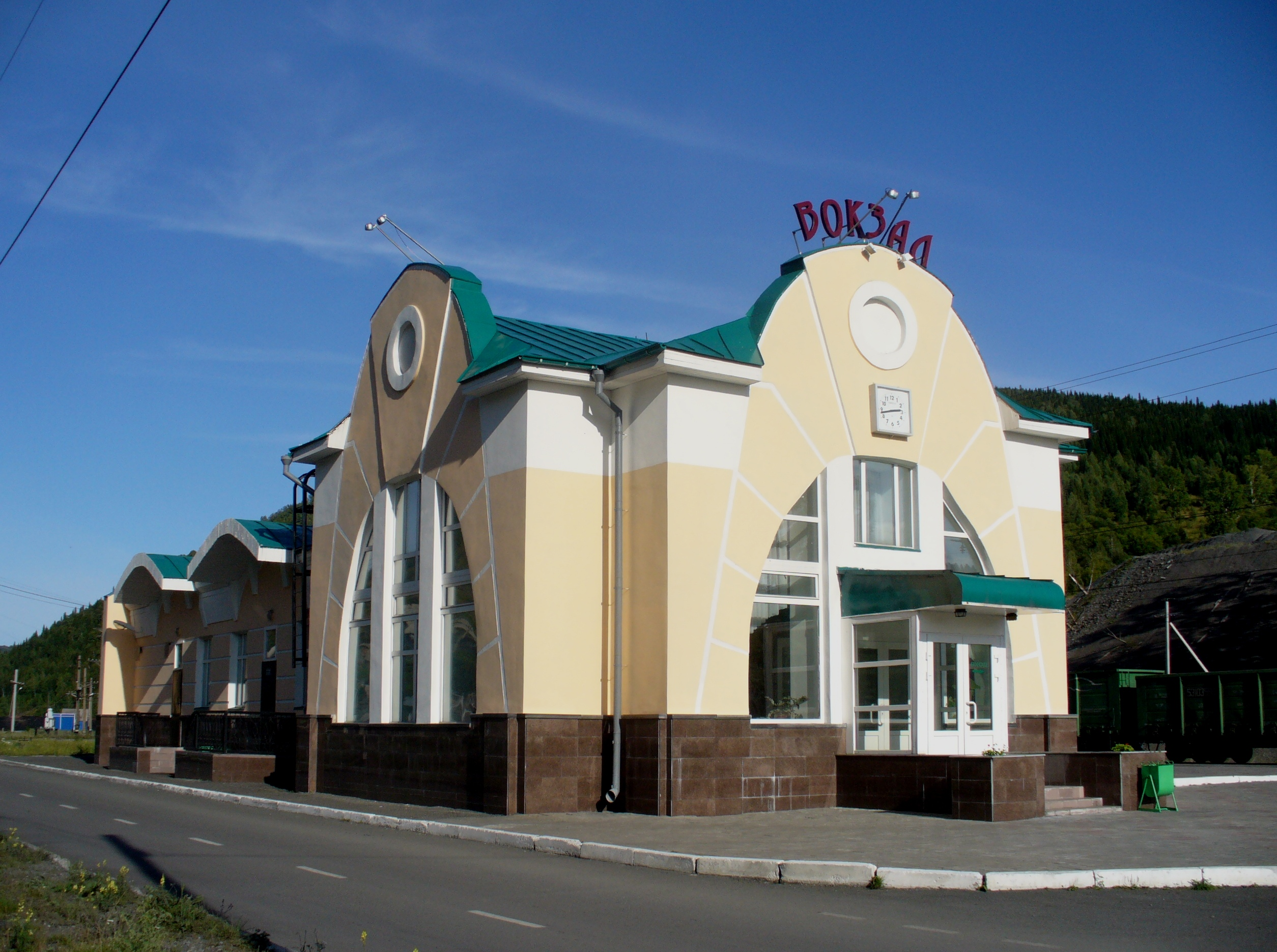
Gare ferroviaire de Tachtagol

## Population
Recensements (*) ou estimations de la population
| 1959*  | 1970*  | 1979*  | 1989*  |
| ------ | ------ | ------ | ------ |
| 17 067 | 25 142 | 24 437 | 26 274 |

| 2002*  | 2010*  | 2012   | 2013   |
| ------ | ------ | ------ | ------ |
| 23 363 | 23 134 | 23 089 | 23 091 |

| 2016   | 2019   | 2021   | - |
| ------ | ------ | ------ | - |
| 23 079 | 23 117 | 21 980 | - |

## Économie
La principale activité économique de Tachtagol est l'extraction de minerai de fer réalisée par l'entreprise OAO Chereguechskoïe roudooupravlenie (russe : ОАО "Шерегешское рудоуправление").